# Чемпионат Африки по дзюдо 2011
Чемпионат Африки по дзюдо 2011 года прошёл 14 — 16 апреля в городе Дакар (Сенегал).

## Медалисты

### Мужчины
| Весовая категория       | Золото                               | Серебро                       | Бронза                                                |
| ----------------------- | ------------------------------------ | ----------------------------- | ----------------------------------------------------- |
| Суперлёгкая (до 60 кг)  | Мохамед Эль-Хади Эль-Кависах · Ливия | Фрай Дхиби · Тунис            | Мустафа Дион · Сенегал Салим Атточ · Алжир            |
| Полулёгкая (до 66 кг)   | Ахмед Авад · Египет                  | Ахмед Юсеф Эль-Кависа · Ливия | Сиябулела Мабулу · ЮАР Юсеф Нуари · Алжир             |
| Лёгкая (до 73 кг)       | Гидеон ван Зил · ЮАР                 | Хуссейн Хафиз · Египет        | Ларби Грини · Алжир Мамаду Ндайе · Сенегал            |
| Полусредняя (до 81 кг)  | Абдерахман Бенамади · Алжир          | Фетра Рацимизива · Мадагаскар | Анджело Антонио · Ангола Сафуан Аттаф · Марокко       |
| Средняя (до 90 кг)      | Амар Бенихлеф · Алжир                | Патрик Трезис · ЮАР           | Мохамед Эль-Ассри · Марокко Дудонн Долассем · Камерун |
| Полутяжёлая (до 100 кг) | Рамадан Дарвиш · Египет              | Анис бен Халед · Тунис        | Йоханн Преториус · ЮАР Адил Фикри · Марокко           |
| Тяжёлая (свыше 100 кг)  | Ислам Эль-Шехаби · Египет            | Файсал Джабала · Тунис        | Эль-Мехди Малки · Марокко Мохамед Буайшауи · Алжир    |
| Абсолютная категория    | Ислам Эль-Шехаби · Египет            | Файсал Джабала · Тунис        | Аммар Белгасем · Алжир Джалал Беналла · Марокко       |

### Женщины
| Весовая категория      | Золото                      | Серебро                    | Бронза                                                |
| ---------------------- | --------------------------- | -------------------------- | ----------------------------------------------------- |
| Суперлёгкая (до 48 кг) | Амани Халфауи · Тунис       | Филомене Бата · Камерун    | Вафае Идриси Чорфи · Марокко Сандрин Иленду · Габон   |
| Полулёгкая (до 52 кг)  | Сорая Хаддад · Алжир        | Ханан Керруми · Марокко    | Нгандеу Веинджам · Камерун Раиса Лебоми · Габон       |
| Лёгкая (до 57 кг)      | Ортанс Дидхиу · Сенегал     | Несрия Джласси · Тунис     | Фатима Зохра Айт Али · Марокко Ратиба Тарикет · Алжир |
| Полусредняя (до 63 кг) | Северни Неби · Буркина-Фасо | Кахина Саиди · Алжир       | Ризлен Зуак · Марокко Фари Сейе · Сенегал             |
| Средняя (до 70 кг)     | Худа Милед · Тунис          | Антониа Морейра · Ангола   | Самар Салах · Египет Кахина Хадид · Алжир             |
| Полутяжёлая (до 78 кг) | Хана Мергени · Тунис        | Каутар Уаллал · Алжир      | Нада Тарек · Египет Аджан Одри Кумба · Габон          |
| Тяжёлая (свыше 78 кг)  | Нихел Шейх Руху · Тунис     | Рания Эль-Килали · Марокко | Дечантал Фоку Нтолак · Камерун Сония Асселах · Алжир  |
| Абсолютная категория   | Нихел Шейх Руху · Тунис     | Рания Эль-Килали · Марокко | Моника Сагна · Сенегал Амина Теммар · Алжир           |